# Trichaptum abietinum
Trichaptum abietinum es una especie de hongo del orden Hymenochaetales. El género Trichaptum se caracteriza por tener poros decurrentes. 

## Clasificación y descripción de la especie
Basidioma anual, resupinado, pileado-sésil o efuso-reflejo, coríaceo, gregario e imbricado, de 15-25 x 10-15 x 1mm. Píleo semicircular, anchamente adherido, de dimidiado a flabeliforme, píleos fusionados, superficie seca, zonada en especímenes jóvenes y aterciopelada en la madurez, tomentoso o velutinoso, de blanco a gris, con zonas más oscuras y tonos verdosos debido a la presencia de algas, margen concoloro al píleo, agudo, delgado lobulado estéril, decurvado. Himenóforo con poros decurrentes, de circulares a angulares o dentados, de 3-4 por milímetro, de color violeta pálido en especímenes que crecen activamente y de café pálido a café escuro en especímenes viejos o intemperizados.

## Distribución de la especie
Se distribuye en México, en los estados de Baja California, Chihuahua, Coahuila, Durango, México, Guanajuato, Guerrero, Hidalgo, Jalisco, Michoacán, Morelos, Nuevo León, Oaxaca, Puebla, Querétaro, Sonora, Tlaxcala y la Ciudad de México.

## Ambiente terrestre
Causa pudrición blanca y degrada todo el xilema de oyameles (Abies religiosa) y varias especies de pinos (Pinus hartwegii, Pinus leiophylla y Pinus spp.).

## Estado de conservación
Se conoce muy poco de la biología y hábitos de los hongos, por eso la mayoría de ellos no se han evaluado para conocer su estatus de riesgo (Norma Oficial Mexicana 059).

## Importancia cultural y usos
Causa pudrición blanca en varias especies forestales de interés comercial.